# Căianu Mic (okręg Bistrița-Năsăud)
Căianu Mic – wieś w Rumunii, w okręgu Bistrița-Năsăud, w gminie Căianu Mic. W 2011 roku liczyła 1302 mieszkańców.